# ثيودور دوايت
ثيودور دوايت (بالإنجليزية: Theodore Dwight)‏ هو مُحرِّر وصحفي وكاتب سير ومحامي وسياسي أمريكي، ولد في 15 ديسمبر 1764 في الولايات المتحدة، وتوفي في 12 يونيو 1846 في نفس البلد. انتخب عضو مجلس النواب الأمريكي.